# Kingston Deverill
Kingston Deverill è un villaggio e una parrocchia civile che si trova a circa 6 km a nord-est da Mere e a circa 8 km a sud-ovest da  Warminster nella contea del Wiltshire nel Sud Ovest dell'Inghilterra, Regno Unito. 

## Geografia

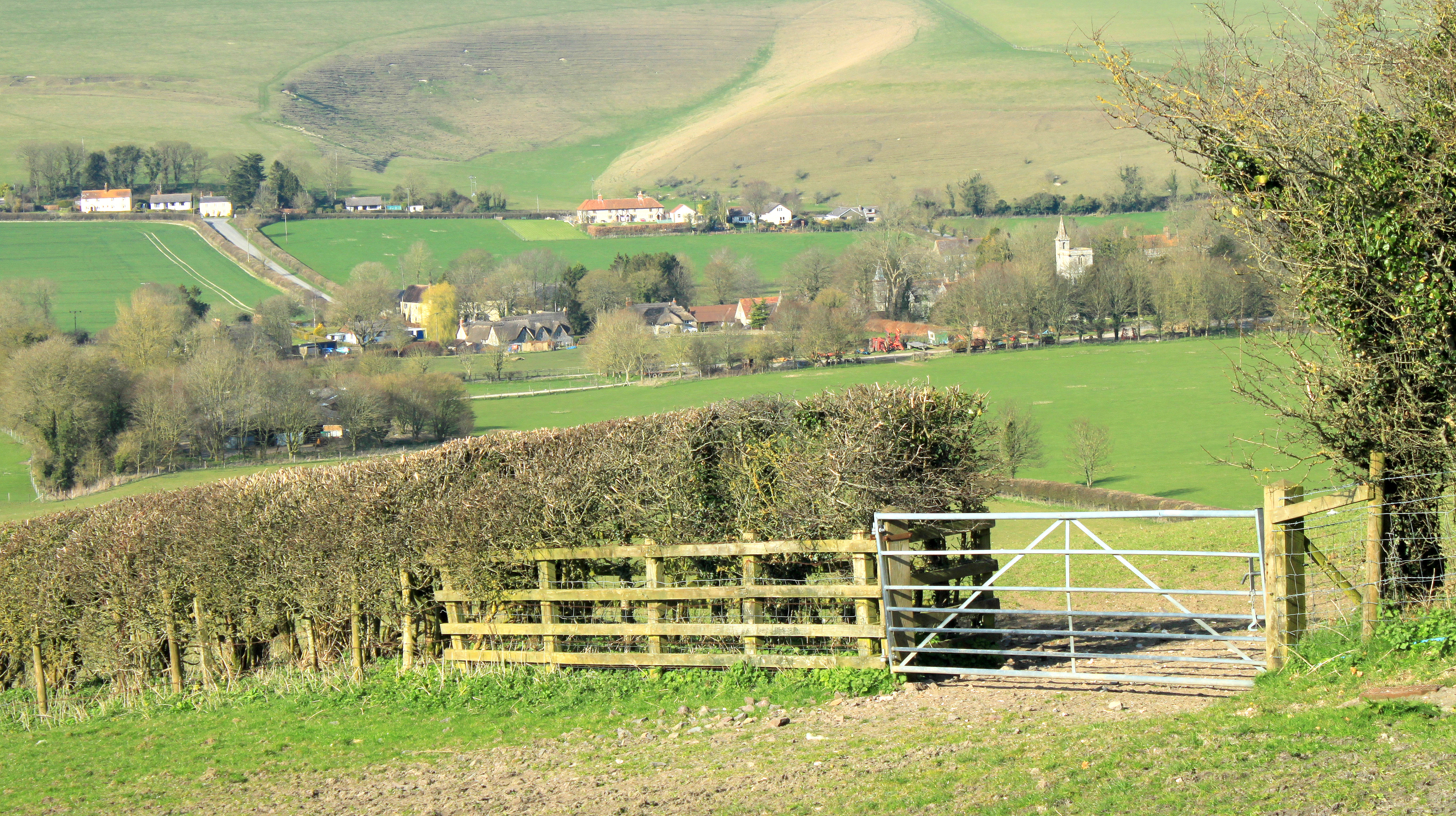
Territorio di Kingston Deverill visto dalla strada B3095

Il territorio della parrocchia civile di Kingston Deverill occupa una superficie di 28.48 km² con un livello medio sul mare di circa 136 metri. La parrocchia civile si trova nella valle di Deverill, che accoglie le acque superiori del fiume Wylye. I sei villaggi della valle (Kingston, Monkton, Brixton Deverill, Hill Deverill, Longbridge Deverill e Crockerton) sono noti come i Deverill. La valle coincide col margine occidentale della pianura di Salisbury col Somerset. Il nome Deverill si riferisce al fiume Deverill che scorre attraverso l'intera valle. Nasce a ovest di Kingston e scorre verso nord, attraversando i sei villaggi. A Crockerton incontra il torrente Shearwater e diventa il fiume Wylye. Il nome Deverill significa letteralmente "ruscello che si tuffa". Ci sono punti lungo il suo percorso in cui si esaurisce e scorre sottoterra, da qui il nome di ruscello o ruscello che scompare.

## Storia
La parrocchia di Kingston Deverill, che dal 1934 comprende il villaggio di Monkton Deverill, fa parte della valle di Deverill. Il nome Kingston risale alla Conquista, dopo la quale il territorio divenne di proprietà della Corona. Probabilmente le fu dato questo nome per distinguerlo dagli altri Deverill, nessuno dei quali, dopo la Conquista, è più appartenuto alla Corona. Monkton significa "Fattoria del Monaco". All'epoca del Domesday apparteneva alla chiesa di Santa Maria di Malmesbury. La valle è stata abitata ininterrottamente da agricoltori almeno dal 3500 a.C. e vi sono numerosi tumuli, terrapieni e tumuli. Un tumulo circolare su Middle Hill a Kingston Deverill è stato trovato contenente una rara e bellissima collana realizzata con una sostanza simile al vetro, reperibile nel Baltico.
Questo ritrovamento fornisce la prova del commercio tra il Wessex e il continente. La prima testimonianza di villaggi organizzati risale al 600 a.C. circa. Un sito dell'età del Ferro si trova a Cow Down, a Longbridge Deverill. L'insediamento su Cold Kitchen Hill fu occupato fino al 350 a.C. circa. Un altro sito dell'età del Ferro si trova vicino a Keysley Farm, tra Kingston Deverill e Pertwood. Durante i secoli precedenti l'invasione romana, il modello di vita cambiò. I sistemi di coltivazione divennero più elaborati. Comparvero i campi di tipo celtico, ovvero piccole recinzioni irregolari scavate e rialzate per proteggersi dai danni causati da animali selvatici o forse da bande di predoni. Esempi di questi campi si possono osservare a Pertwood Down, la cui superficie non è stata arata fin dall'antichità. Intorno al 60 d.C. apparvero i campi a strisce e alcuni di questi continuarono a essere utilizzati fino alle recinzioni alla fine del XVIII secolo. I loro contorni sono ancora visibili sul pendio settentrionale di Court Hill, a Kingston Deverill. È possibile rintracciare i nomi di coloro che coltivavano queste strisce di terra fino al 1780. Altri siti simili sono ben delineati a Monkton Deverill e ci sono molti punti nella valle dove si possono osservare questi campi a strisce. A est di Keysley Farm, a Kingston Deverill, c'è un sito dell'età del Ferro, e questo potrebbe essere stato il sito di insediamento associato al sistema di campi di Pertwood Down.
Qui è stato rinvenuto del terreno nero contenente ceramica lavorata in modo più rozzo e ossa di animali, ma la ricerca archeologica in questa ricca area è stata estremamente scarsa. La valle continuò a essere popolata, attiva e importante anche in epoca romana. Due strade romane si incrociavano al guado di Kingston Deverill. Una era l'antica strada maestra che arrivava da Portchester e l'altra quella che collegava con Poole. Le due si uniscono al confine tra Monkton e Kingston Deverill. Probabilmente nei territori interessati esistevano villaggi romani a Longbridge, Hill, Monkton, Kingston e Lower Pertwood. C'è un forte legame tra Kingston Deverill e il re Alfredo il Grande. Nella sua famosa battaglia contro i danesi a Ethandun Alfredo radunò le sue forze in due punti d'incontro, ed è possibile che uno di questi fosse Court Hill a Kingston Deverill. Ci sono tre pietre di Sarsen in un campo vicino alla chiesa, trovate da un contadino su King's Court Hill. Si dice che il re Egberto del Wessex qui vi tenesse la corte. La tradizione locale narra che Alfredo salì sulla vicina King's Hill per osservare la posizione del nemico. È quindi del tutto possibile che Alfredo usasse queste pietre di Sarsen sulla King's Court Hill come punto d'incontro. Prima della Riforma, la chiesa era la principale proprietaria terriera della valle.
Ai tempi del Domesday Book il re Guglielmo I d'Inghilterra confiscò molte terre alla nobiltà inglese, ma lasciò intatte le proprietà della Chiesa e Longbridge, Crockerton e Monkton appartenevano agli abati di Glastonbury dal X secolo. Dopo lo Scisma anglicano i tre villaggi furono acquistati da Sir John Thynne e venduti negli anni quaranta per contribuire al pagamento delle tasse di successione. I Ludlow furono i proprietari di Kingston e Hill rispettivamente dal XVI e dal XV secolo. Questa famiglia divenne poi nota per il suo sostegno ai Roundheads durante la guerra civile. Il tenente generale Edmund Ludlow fu uno dei firmatari della condanna a morte del re Carlo I. Lord Weymouth acquistò queste terre nel 1737, portando l'intera valle in proprietà dei Thynne. Un cottage a Monkton Deverill reca lo stemma dei Ludlow sopra la porta. La famiglia Ludlow possedeva vaste tenute nei Deverill dal XIV secolo e in seguito si imparentò con la famiglia Coker.
Si dice che Thomas Coker si sia trasferito in questo cottage da Hill Deverill Manor nel 1737, portando con sé le armi. Fino alla seconda guerra mondiale, la principale fonte di occupazione nella valle era l'agricoltura e dopo la superficie coltivata delle parrocchie di Deverill aumentò più del doppio, risultato raggiunto utilizzando i terreni spianati dai carri armati che avevano usato le Downs come area di addestramento. La comunità più numerosa era Monkton, con circa 285 residenti, mentre Kingston Deverill era la più piccola, con solo 34.

### Tesoro di Kingston Deverill
Si tratta di alcuni resti di suppellettili risalenti al I secolo d.C. e relative al periodo della dominazione romana. Nel febbraio 2005 un appassionato di ricerche, con un cercametalli, scoprì un trulleo, una specie di pentola, in lega di rame nei pressi di Kingston Deverill. L'oggetto venne segnalato al Wiltshire Finds Liaison Officer, che incaricò  il Wessex Archaeology di effettuare scavi specifici sul sito. Questo portò alla luce una fossa all'interno della quale si trovavano altri due trullei, due colini in lega di rame e una piccola quantità di ceramica con ossa animali. Questo tesoro di cinque pezzi è un esempio eccezionale di lavorazione del metallo romana. I colini venivano utilizzati per riscaldare e rimuovere i sedimenti dal vino, mentre i trullei venivano utilizzati per riscaldare i liquidi. Un trulleo presenta il marchio dell'artigiano visibile sul manico, "P.CIPI POLIBI". Questa scritta riporta il nome abbreviato di Publio Cipio Polibio, un noto costruttore di trullei nei pressi di Pompei alla fine del I secolo d.C. Questo tesoro rappresenta il legame tra le tradizioni autoctone locali e quelle importate romane. I trullei erano prodotti tipici dei romani e facevano parte dell'equipaggiamento dei soldati. I colini da vino si trovano in tesori locali e in importanti sepolture della tarda età del Ferro e dell'inizio dell'età romana. Non è chiaro perché questi oggetti siano stati sepolti. Un tempio nelle vicinanze, sulla Cold Kitchen Hill, potrebbe suggerire che il tesoro fosse un'offerta agli dei. Tuttavia, considerando che fu sepolto anche vicino a una strada romana, potrebbe indicare che fu nascosto per sicurezza da un viaggiatore che non poté mai ripassare per recuperarlo.

### Storia della comunità religiosa
Il primo luogo di culto a Kingston Deverill che ci è pervenuto fu probabilmente la chiesa con la sua torre, costruita nel XIV secolo. Questa chiesa fu ricostruita nel 1847. Nel XIX secolo nel villaggio sorgeva una cappella metodista. La chiesa di Sant'Alfredo il Grande a Monkton Deverill fu ricostruita nel 1845. La navata centrale e il presbiterio sono un tutt'uno e vi è una torre del XIII secolo. Purtroppo, questa chiesa fu dichiarata inutilizzata nel 1970. Per molti anni le chiese di Brixton Deverill, Monkton Deverill e Kingston Deverill furono curate dallo stesso parroco. Nel 1973 tutte le chiese dei Deverill furono accorpate a quelle di Crockerton. Nel 1996 fu creato il Cley Hill Team, che unì i Deverill alle parrocchie di Warminster St. Denys, Upton Scudamore, Horningsham, Corsley e Chapmanslade. I registri parrocchiali del 1706, oltre a quelli attualmente in uso, sono consultabili presso l'Archivio del Wiltshire e di Swindon.

## Monumenti e luoghi d'interesse

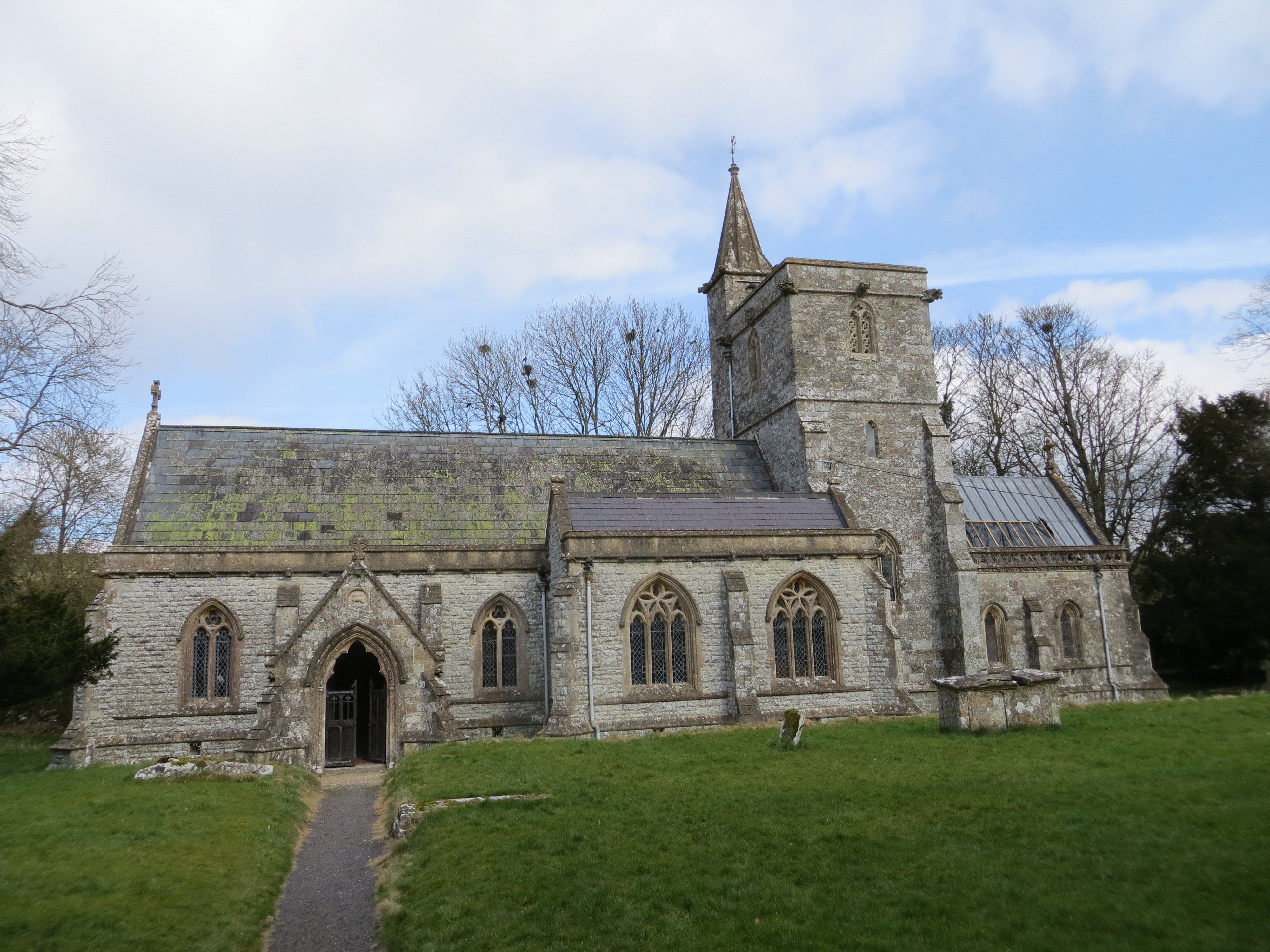
Chiesa di santa Maria

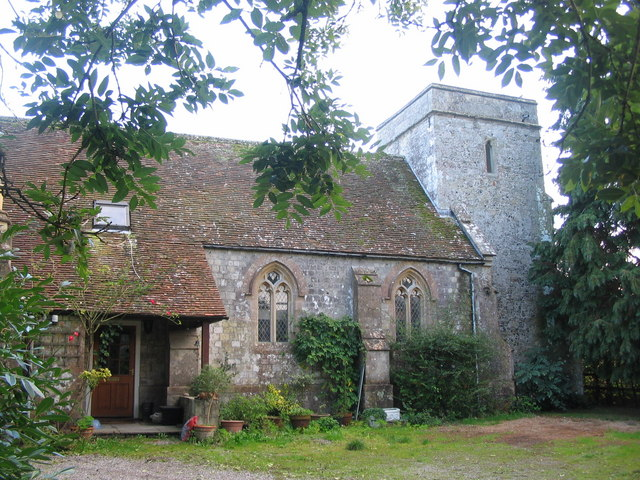
Chiesa sconsacrata di Sant'Alfredo il Grande

Nel territorio di Kington Langley vi sono vari luoghi degni di interesse. Complessivamente ci sono sedici edifici classificati nelle due parrocchie vicine, tra cui fattorie risalenti al XVI, XVII e XVIII secolo. Ci sono anche case e cottage del XVII e XVIII secolo. La canonica di Kingston, che serviva entrambe le parrocchie, fu costruita nel XVIII secolo e ampiamente modificata nel 1858 da Manners di Bath, l'architetto responsabile della chiesa di Kingston Deverill. Un cottage a Monkton Deverill reca lo stemma dei Ludlow sopra la porta.
- Chiesa di Santa Maria (in inglese Church of St Mary). La prima testimonianza di una chiesa a Kingston Deverill si trova nel registro del vescovo Osmond del 1099, quando esisteva una cappella dedicata a Sant'Andrea. Alcune parti dell'edificio che ci è pervenuto risalgono al XIV secolo, in particolare la torre e il porticato a due campate tra la navata centrale e la cappella sud. La navata centrale, la navata laterale sud e il presbiterio furono ricostruiti nel 1847. I costi furono sostenuti da Harriet, marchesa di Bath. Durante la ricostruzione fu scoperto un fonte battesimale sassone sepolto nel cimitero. Questo fonte battesimale, restaurato nel 1982, è ancora in uso. Di particolare interesse è anche la figura in pietra che giace nel presbiterio. È possibile che rappresenti un membro della famiglia Vernon, patrona della chiesa nel XIII secolo. La pregevole scultura lignea raffigurante la Madonna col Bambino, risalente alla fine del XIV secolo, fu donata alla chiesa nel 1970. Si ritiene che provenga da una cattedrale belga. La finestra orientale, ricca di colori, ha tre luci, quella centrale raffigura Nostro Signore, con Maria da un lato e Giovanni dall'altro. La finestra occidentale contiene pregevoli vetrate del XVI secolo, probabilmente di origine fiamminga. La chiesa anglicana appartiene alla diocesi di Salisbury e dall'11 settembre 1968 è considerata un monumento classificato di secondo grado per il suo particolare interesse storico e architettonico.[7][8][9]
- Chiesa di Sant'Alfredo il Grande della Sassonia occidentale nel villaggio di Monkton Deverill. Si tratta di un luogo di culto sconsacrato ritenuto monumento classificato di secondo grado.[10][11]

## Geografia antropica
La parrocchia civile dal 1934 comprende il Villaggio di Monkton Deverill e la frazione di Whitepits. Hill Deverill era divisa in cinque distinti possedimenti e ospitava una popolazione doppia rispetto a quella di Longbridge, sebbene entrambi avessero dimensioni e valore simili. Monkton era grande il doppio di Kingston e aveva terreno per nove aratri contro i tre di Kingston. L'intera situazione era cambiata notevolmente al momento del successivo rilevamento nel 1676, quando Longbridge era di gran lunga la comunità più numerosa, con Kingston al secondo posto. Questo andamento è rimasto costante da allora. Le ragioni delle maggiori dimensioni di Longbridge potrebbero essere la sua posizione nella parte bassa della valle, adiacente alla valle del fiume che scorre da nord a sud, la maggiore estensione di terreno pianeggiante, l'influenza della famiglia Thynne o una combinazione di questi fattori. Come molti villaggi, la valle di Deverill forniva la maggior parte dei servizi di cui la gente aveva bisogno all'inizio del XX secolo. Le fattorie erano i principali datori di lavoro e la maggior parte dei servizi, come un fabbro, un calzolaio o un falegname, erano disponibili a Longbridge. Brixton riuscì a gestire un negozio di paese fino al 1915. C'erano uffici postali a Kingston e Longbridge, corrieri a Kingston e Crockerton e pub a Monkton, Longbridge e Crockerton. A Crockerton c'era una sala di lettura, dove gli uomini potevano leggere il giornale o giocare a biliardo o a carte. L'acqua corrente e l'elettricità furono portate nel nord della valle a metà degli anni trenta ma non raggiunsero il sud fino a dopo la seconda guerra mondiale. Fino al 1895 entrambi i villaggi avevano la propria scuola. A Monkton la scuola in seguito chiuse, avendo solo 20 alunni. Quella di Kingston rimase aperta fino al 1969, quando c'erano solo tredici bambini.

## Economia

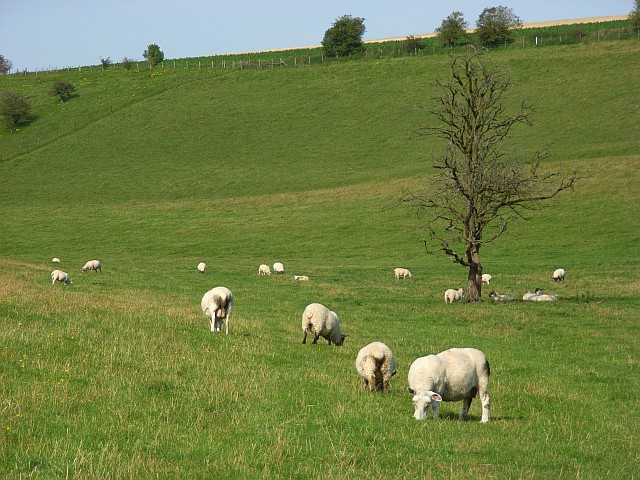
Tipico ambiente agricolo con pecore al pascolo a Kingston Deverill

Fino alla seconda guerra mondiale, la principale fonte di occupazione nella valle era l'agricoltura. Il terreno calcareo è eccellente per la coltivazione del mais e un gran numero di pecore veniva allevato per fertilizzare il terreno. Combinando la coltivazione di cereali con l'allevamento di mucche e pecore, la produzione di formaggio e burro e la vendita del latte, i contadini sono sempre riusciti a guadagnarsi da vivere. Già nel 1289 a Brixton Downs si contavano 1143 pecore. Queste pecore venivano scambiate alle fiere ovine locali e al fiorente mercato di Warminster, e continuarono a essere una buona fonte di reddito nel corso dei secoli. All'inizio del XIX secolo i prezzi del mais erano aumentati quindi il periodo fu buono nella Deverill Valley. Purtroppo, la situazione cambiò e negli anni ottanta del XIX secolo, il mais iniziò ad arrivare dall'estero, seguito presto da altri prodotti alimentari. I contadini del Wiltshire si salvarono dedicandosi alla produzione di latte fresco. Dopo la seconda guerra mondiale, la superficie coltivata delle parrocchie di Deverill aumentò più del doppio. La guerra comunque portò grandi cambiamenti ovunque, e la valle non ne fu immune. La meccanizzazione richiese meno uomini per i lavori nei campi e chi rimase si aspettava migliori condizioni di vita, il che spinse a un nuovo programma di costruzione di case finanziato dagli agricoltori e dal consiglio. La valle continua a essere una comunità fiorente, sebbene la maggior parte delle persone si sposti per lavoro.